# Шестаков, Олег Игоревич
Олег Игоревич Шестаков (30 апреля 1990, Краснодар) — российский спортсмен, Заслуженный мастер спорта России по стрельбе из лука, чемпион Европы 2010 году Франция, чемпион Мира 2011 года Италия, чемпион мира 2013 году Таиланд чемпион мира призёр Международных соревнований по стрельбе из лука 2010—2014 годов. Золотой и серебряный призёр Паралимпийских игр в Лондоне, Великобритания 2012 год. Награждён орденом Дружбы, Москва 2012 год.

## Биография
Родился 30 апреля 1990 в Краснодаре. Затем семья переехала в Новороссийск, учился в обычной школе, занимался ОФП в секции легкой атлетики. Луком заинтересовался в 16 лет, в 2006 году, когда в появилась секция. Тренируется под руководством Татьяны Николаевны Бутуновой, тренера сборной России по стрельбе из лука.

## Достижения
- 2012 — паралимпийский чемпион мира в командном зачёте по стрельбе из лука[1].